# Фиона Дейвис
Фиона Дейвис (на английски: Fiona Davis) е американска актриса и писателка на произведения в жанра съвременен исторически роман и исторически трилър.

## Биография и творчество
Фиона Дейвис е родена на 14 ноември 1966 г. в Канада. Израства в Ню Джърси, Юта и Тексас. Получава бакалавърска степен по международни отношения и английска филология във Вирджинския колеж „Уилям и Мери“. Започва кариерата си в Ню Йорк като актриса, работи на Бродуей и в регионалния театър, където работи в продължение на 10 години. Получава магистърска степен по журналистика от Висшето училище по журналистика на Колумбийския университет. След дипломирането си работи като редактор и журналист на свободна практика. Нейни статии са публикувани в национални списания, включително в O the Oprah Magazine, Women’s Heath и The Daily. Влюбва се в писането и започва да пише романи, вдъхновена от опита си в Ню Йорк.
Първият ѝ роман „Момичетата от хотел „Барбизон““ е издаден през 2016 г. Той е история за притегателната сила на Ню Йорк, за легендарната сграда, събрала в себе си много тайни и противоречиви истории, и за мечтите и амбициите на две млади жени от миналото и настоящето, от 1952 и 2016 г. Романът става бестселър в списъка на „Ню Йорк Таймс“ и я прави известна.
Характерно за творчеството на писалтелката е, че сюжетите на нейните истории се развиват в емблематични сгради в Ню Йорк.
Фиона Дейвис живее в Ню Йорк.

## Произведения

### Самостоятелни романи
- The Dollhouse (2016)
Момичетата от хотел „Барбизон“, изд.: ИК „Кръгозор“, София (2017), прев. Цветана Генчева
- The Address (2017)
Наследницата от Дакота Билдинг, изд.: ИК „Кръгозор“, София (2017), прев. Цветана Генчева
- The Masterpiece (2018)
Галерия на шепота, изд.: ИК „Кръгозор“, София (2018), прев. Даниела Гамова
- The Chelsea Girls (2019)
- The Lions of Fifth Avenue (2020)
- The Magnolia Palace (2022)

### Сборници
- Stories from Suffragette City (2020) – разкази, с Кристин Хана и М. Дж. Роуз